# Francisco Camet
Francisco Carmen Camet (Mar del Plata, 16 de julio de 1876 - Miramar, 15 de julio de 1931) fue el primer deportista argentino en participar en los Juegos Olímpicos al hacerlo en los Juegos Olímpicos de París 1900, veinticuatro años antes de que Argentina organizara una delegación deportiva para concurrir oficialmente a los mismos. Camet se presentó en la prueba de espada individual, llegando a la final, donde obtuvo el quinto lugar y un diploma que le otorgó a la Argentina dos puntos en la tabla por puntaje, y la ubicación en sexto lugar en la disciplina esgrima. Carmelo Félix Camet, un esgrimista nacido en Mar del Plata que formó parte del equipo de florete que en los Juegos Olímpicos de Ámsterdam 1928 ganó la medalla de bronce, es su hijo.

## Esgrima: el primer diploma
La esgrima fue una de las disciplinas fundadoras del olimpismo moderno. En los Juegos de París se realizaron siete pruebas, una de ellas la de espada, en la que se inscribió Francisco Camet.
En la prueba de espada se presentaron 103 competidores que fueron distribuidos en 17 series en los que clasificaban los dos primeros. Camet se clasificó segundo luego de vencer a dos franceses, un español y un peruano, siendo derrotado a su vez por el francés Léon Sée.
En la segunda ronda Camet volvió a clasificar segundo, eliminando a tres franceses y un belga y, para quedar escolta de otro francés, Edmond Wallace. En la tercera ronda, terminó tercero en su serie clasificando para la final, a la que clasificaron también siete franceses y un cubano, Ramón Fonst Segundo. La medalla de oro la obtuvo precisamente el cubano, mientras que Camet finalizó quinto, obteniendo diploma olímpico y dos puntos. Por delante de él quedó con medalla de bronce Léon Sée, quien lo había vencido en la serie inicial, y detrás quedó Edmond Wallace, en sexto lugar, quien en la segunda ronda había obtenido la serie de Camet.
Con esa actuación, Argentina obtuvo el sexto lugar en la clasificación general por puntaje en esgrima, una de las disciplinas en las que se presentaron 28 países. El primer puesto lo obtuvo Francia ganando cinco de las siete medallas de oro en juego, y 15 de las 21 medallas totales. Asimismo, en la tabla general por puntaje, Argentina quedó en la anteúltima posición entre los países que obtuvieron puntaje, empatada con Rusia y superando a México.

## Reconocimientos
Desde 2018, una calle en la Villa Olímpica de la Juventud en Buenos Aires lleva su nombre.